# Want You Bad
Want You Bad är en singel av det amerikanska punkrockbandet The Offspring. Låtens titel är en ordlek med de engelska orden "bad" och "badly". "Want You Bad" handlar om en man som träffar en kvinna som han vill ska vara "bad" (likt en dominatrix) istället för att han vill ha henne "badly" (måste ha). Dexter Holland och Noodles säger att de båda gillar låten och att de gärna uppträder med den live. Dock har Holland sagt att han inte är särskilt förtjust i musikvideon till låten då han tycker att den är alldeles för banal. Musikvideon spelades in i Los Angeles den 10–11 januari 2001 och är regisserad av Spencer Susser. The Offspring valde att inte lägga upp denna låt som en nedladdningsbar MP3-fil på deras hemsida, såsom de hade gjort med den föregående singeln "Original Prankster".
Låten finns med i filmerna American Pie 2 (2001) och Tomcats (2001) samt i spelet Crazy Taxi 3: High Roller (2002).

## Låtlista
Alla låtar är skrivna och komponerade av The Offspring, om inte annat anges. 
| Nr | Titel                                  | Längd |
| -- | -------------------------------------- | ----- |
| 1. | Want You Bad                           | 3:23  |
| 2. | The Kids Aren't Alright (live-version) | 3:06  |

| 1. | Want You Bad                                 | 3:23 |
| 2. | 80 Times (skriven av True Sounds of Liberty) | 2:07 |
| 3. | All I Want (live-version)                    | 2:09 |
| 4. | Autonomy (skriven av Steve Diggle)           | 2:34 |